# 阔嘴霸鹟
阔嘴霸鹟（学名：Sapayoa aenigma），是雀形目阔嘴霸鹟属的一种，分布于厄瓜多尔、巴拿马和哥伦比亚。全球活动范围约为103,000平方千米。该物种的保护状况被评为无危。阔嘴霸鹟的平均体重约为21.0克。栖息地包括亚热带或热带的湿润低地林和河流、溪流。
2003年的一项研究表明，阔嘴霸鹟与阔嘴鸟的分歧略少于和八色鸫的分歧。因此，研究建议将阔嘴霸鹟作为单型阔嘴霸鹟科（Sapayoidae）下的物种。